# Mögöl (Åseda socken, Småland)
Mögöl är en sjö i Uppvidinge kommun i Småland och ingår i Alsteråns huvudavrinningsområde.